# Laila Khan
Laila Khan (en pastún: لیلا خان‎) es una cantante pakistaní. Entre los artistas contemporáneos, está considerada una de los proponentes famosos de la música pastún. También ha obtenido fama para cantar una canción de fusión en cinco lenguas – pastún, urdu, francés, inglés y árabe.

## Carrera
Según The Express Tribune en mayo de 2016, la carrera musical de Khan comenzó en 2013. La mayoría de sus canciones están en el idioma pashto. La poesía árabe y urdu define significativamente los leitmotivs de las composiciones de Khan. Una gran parte de su trabajo hasta ahora ha sido con Latoon Productions.
Su canción debut fue Za Laila Yama. Sus canciones más populares en 2015 se titularon Khabara Da Pakhtu Da (grabado para el equipo de cricket de la Superliga de Pakistán Peshawar Zalmi) y Dheere Dheere Se Meri Zindagi May Aana. También ha trabajado en la industria del cine pastún.
En enero de 2015,  sea una  de los cantantes para la canción Amann, escrito por ganador de Premio Presidencial Laiq Zada Laiq en memoriam a quienes perdieron sus vidas en el 2014 Peshawar masacre escolar. A partir de mayo de 2016, Khan estaba trabajando con el propietario de Latoon Productions, Fawad Khan, para completar su último álbum en pashto, dedicado a los estudiantes de la Escuela Pública del Ejército Peshawar y a todos los que perecieron en la masacre de la escuela de Peshawar en 2014. Ya se han lanzado dos canciones de este álbum.
En 2016, Khan era la representante escogida de Pakistán para actuar en conciertos internacionales múltiples en Túnez, junto con otros cantantes globales principales. Khan Mencionó que el objetivo con qué actúe en Túnez era "para promover paz en una región mal pegada por insurgencia militante cuál empezó hace cinco años."
Con el tiempo, a pesar de ser una artista relativamente nueva, ha llegado a ser considerada como una de las famosas cantantes de pastún. También es conocida por una canción de fusión, que interpretó en cinco idiomas, a saber, pastún, urdu, francés, inglés y árabe. Mayo de caja 2016, Khan había actuado en cinco conciertos, con informes de 25 conciertos adicionales que son previstos.